# Selīn
Selīn (persiska: سِلين) är en ort i Iran.   Den ligger i provinsen Kurdistan, i den nordvästra delen av landet, 500 km väster om huvudstaden Teheran. Selīn ligger 949 meter över havet och antalet invånare är 910.
Terrängen runt Selīn är huvudsakligen bergig. Selīn ligger nere i en dal. Runt Selīn är det ganska glesbefolkat, med 34 invånare per kvadratkilometer. Närmaste större samhälle är Nowdeshah, 8,4 km sydväst om Selīn. Trakten runt Selīn består i huvudsak av gräsmarker.